# Raionul Gdov
Raionul Gdov (în rusă Гдовский район) este un raion administrativ și municipal, una dintre diviziunile administrative ale regiunii Pskov a Federației Ruse.